# (34746) 2001 QE91
2001 QE91 (asteroide 34746) é um asteroide troiano de Júpiter. Possui uma excentricidade de 0.03847950 e uma inclinação de 27.39493º.
Este asteroide foi descoberto no dia 22 de agosto de 2001 por LINEAR em Socorro.